# باول ديمبسي (مغني)
باول ديمبسي (بالإنجليزية: Paul Dempsey)‏ هو مغني أسترالي، ولد في 25 مايو 1976 في ملبورن في أستراليا.

## وصلات خارجية
- باول ديمبسي على موقع IMDb (الإنجليزية)
- باول ديمبسي على موقع ميوزك برينز (الإنجليزية)
- باول ديمبسي على موقع أول ميوزيك (الإنجليزية)
- باول ديمبسي على موقع ديسكوغز (الإنجليزية)